# Carex misera
Carex misera är en halvgräsart som beskrevs av Samuel Botsford Buckley. Carex misera ingår i släktet starrar, och familjen halvgräs. Inga underarter finns listade i Catalogue of Life.